# Huzová (hrad)
Huzová (též Mutkov nebo Waldhausen) byl hrad, jehož zbytky leží u obce Mutkov, přibližně 1,5 km jižně od obce Huzová v okrese Olomouc. Huzová se připomíná roku 1264 jako léno olomouckého biskupství a brzy se stala městečkem. Roku 1326 bylo léno v držení bratří Voka, Markvarta a Pavla z rodu Hrutoviců, jejichž předek založil koncem 13. století hrádek. Hrádek však nebyl využíván dlouho a bratři Vok a Pavel postavili hrad Sovinec a tato část rodu se začala nazývat pány ze Sovince. Hrad Huzová byl v tomto období opuštěn, což dokládají i nálezy keramiky.
Je pravděpodobné, že příbuzný (bratranec) bratří Voka, Markvarta a Pavla Vok koupil hrad Holštejn a založil rod pánů z Holštejna.